# ODAB-500
ODAB-500 (ros. ОДАБ-500) – sowiecka bomba paliwowo-powietrzna wagomiaru 500 kg należąca do I generacji sowieckich bomb paliwowo-powietrznych. ODAB-500 została wprowadzona do uzbrojenia pod koniec lat 70. Bomba zawiera 93 kg łatwo parującego tlenku etylenu. Bomba była używana bojowo podczas wojny w Afganistanie. Użycie wykazało, że jest to broń o bardzo niskiej niezawodności. Prawidłowo działało od 15 do 50% tych bomb. Dlatego ODAB-500 została zastąpiona nową bombą ODAB-500P.